# ميرسيا سينغور
ميرسيا سينغور (بالرومانية: Mircea Ion Snegur)‏ (و. 1940 – م) هو سياسي من مولدوفا.